# BA-27
El BA-27 fue el primer vehículo blindado soviético producido en serie, utilizado para tareas de reconocimiento y apoyo a la infantería a principios de la Segunda Guerra Mundial. Se construyó sobre la base del chasis del camión AMO-F-15 de 1,5 toneladas, copia del Fiat F-15, en 1927 para sustituir a los obsoletos vehículos blindados que en ese momento estaban en servicio en el Ejército Rojo. Se fabricó en serie entre 1928 y 1931 y se completaron unos 215 vehículos en total.

## Descripción
El BA-27 era un vehículo blindado pesado montado sobre un chasis de camión. Utilizaba la misma torreta y el mismo armamento que el primer tanque de asalto soviético, el T-18 construido durante el mismo período. El arma principal era una copia modificada del cañón francés Puteaux SA 18 modelo 1885 de 37 mm, complementado con una ametralladora DT de 7,62 mm.

## Producción
Hasta 1918 no existía una producción significativa de vehículos blindados en Rusia y la industria automovilística autóctona era prácticamente inexistente en ese momento. La producción del primer camión soviético, el AMO-F-15 (una copia del Fiat 15), comenzó en 1924. Utilizando el chasis de este camión, el equipo de diseño de la fábrica Izhorskiy Zavod en Moscú y a principios de 1928 entregó a la planta AMO de Moscú un primer prototipo del vehículo blindado para su montaje en el chasis.
En 1929 y después de largas pruebas, la comisión de pruebas decidió aceptar el nuevo vehículo en el Ejército Rojo, al mismo tiempo que sugirieron una serie de mejoras, que incluían: armar al conductor asistente y al conductor trasero con subfusiles, mejorar la refrigeración de las ametralladoras para aumentar la duración del disparo continuo, mejorar el montaje de la ametralladora y equipar la ametralladora y el cañón con miras telescópicas.
El último lote de BA-27 se montó en chasis de camión Ford Modelo AA. Se determinó que ambos chasis eran inadecuados para soportar el pesado blindaje, y más tarde se reconstruyeron alrededor de veinte sobre chasis de camión Ford-Timken de tres ejes más pesados en la Base de Reparación N.º 2 (Rembaz N.º 2), con la designación BA-27M.
En el verano de 1931 cesó la producción de este tipo de vehículos blindados. En total, se fabricaron 215 BA-27 entre 1928 y 1931, incluido un prototipo.

## Historial de uso
Después de numerosas y largas pruebas, el nuevo vehículo entró en servicio en el Ejército Rojo en 1929. Entre 1928 y 1931, se fabricaron unos 215 ejemplares. Varios BA-27M permanecieron en servicio en batallones de reconocimiento de divisiones de infantería en lugar de los estándar BA-6 y BA-10.

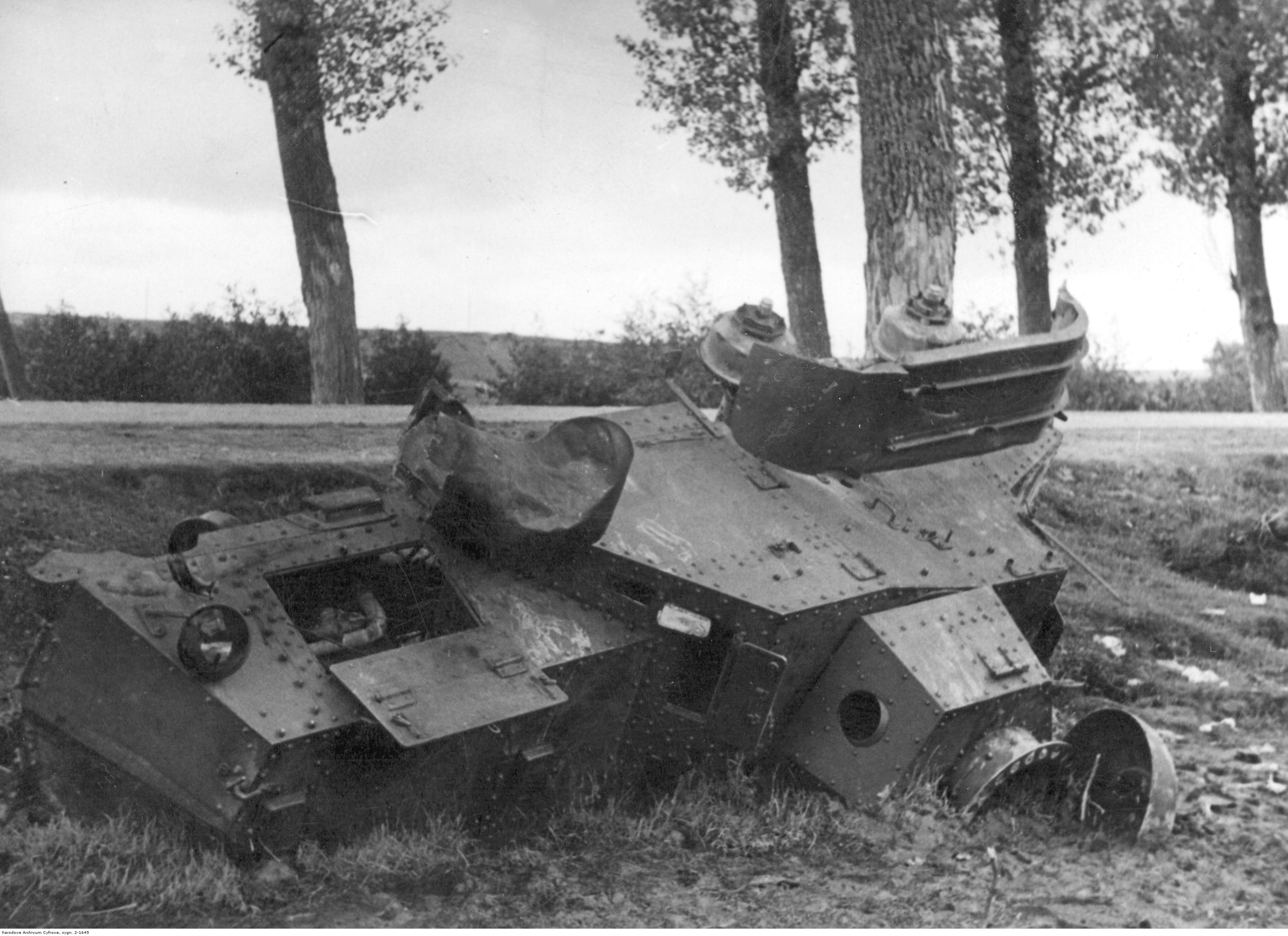
Un BA-27 dañado y abandonado al borde de una carretera cerca de Białystok

El 1 de junio de 1941, justo antes de la invasión alemana de la Unión Soviética, todavía quedaban en servicio unos 170 BA-27 y BA-27M. Durante las primeras etapas de la guerra, los alemanes capturaron varias unidades y las utilizaron en funciones de exploración y en operaciones antipartisanas. A finales del verano de 1941, los pocos BA-27M supervivientes fueron transferidos de los batallones de reconocimiento de las divisiones de infantería a unidades de entrenamiento. Sin embargo, debido a las enormes pérdidas de material que sufrió el Ejército Rojo en el otoño de 1941, los BA-27 que aún estaban operativos se utilizaron incluso en unidades blindadas. Algunos de ellos fueron capturados por Alemania y puestos en servicio. En 1930 se exportaron ocho BA-27 a Mongolia.
Un BA-27M ha sobrevivido hasta el día de hoy y se encuentra en exposición en el museo de blindados de Kubinka, cerca de Moscú.

## Variantes
- BA-27ZHD a mediados de la década de 1930, la Dirección de Automóviles y Tanques del Ejército Rojo decidió adaptar los vehículos blindados BA-27, que para entonces ya estaban obsoletos y fuera de servicio, para su transporte por ferrocarril. En 1936, se reformaron dos vehículos en los talleres del almacén militar n.º 60 en Briansk. Los vehículos modificados estaban equipados con ruedas de ferrocarril y un gato con un dispositivo giratorio, con la ayuda del cual el vehículo se trasladaba a los rieles. Además, en la parte trasera de los vehículos se instalaron un tope y dispositivos de remolque, lo que permitía fijar el vehículo al vagón terminal de un tren o conectar dos vehículos entre sí. Cuando el vehículo se movía sobre los raíles, los resortes delanteros y traseros se bloqueaban con abrazaderas especiales. A partir de 1938, se planeó convertir todos los BA-27 que aún estaban operativos, pero el programa no se implementó.[6][2]

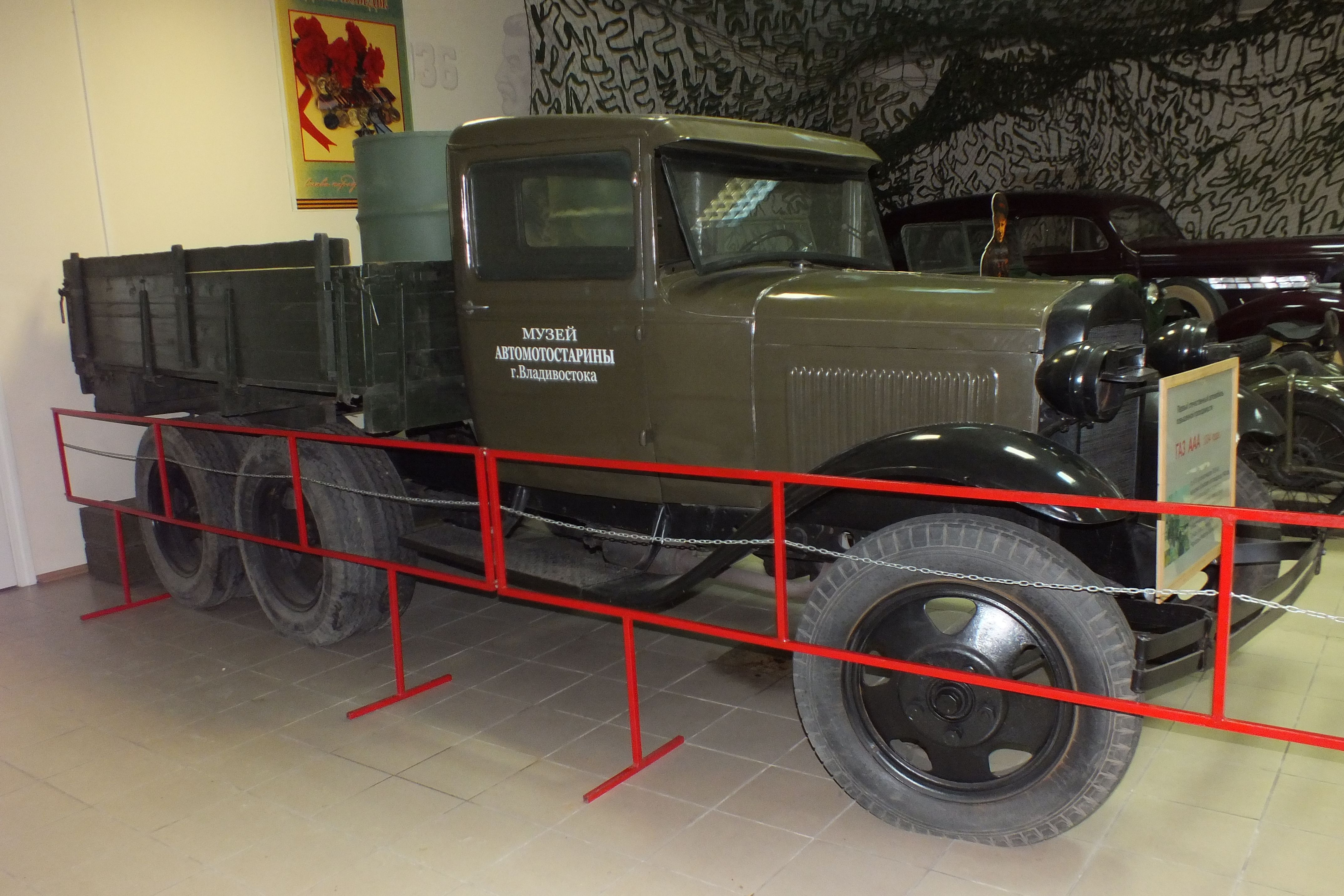
Un camión soviético GAZ-AAA cuyo chasis se utilizó para producir el modelo BA-27M

- BA-27M después del fin de la producción del BA-27 surgió la duda de que hacer con las unidades que aún se encontraban operativas en el Ejército Rojo y para la cuales apenas existían repuestos, por lo que, en 1936, la mayoría de los B-27 necesitaban reparaciones. En julio de 1937, se instaló el casco blindado de un BA-27 en un chasis del camión GAZ-AAA de tres ejes (6×4). El nuevo vehículo recibió la denominación de BA-27M. Durante el proceso de modernización, se desmanteló el compartimento de control trasero y se instaló un tanque de combustible adicional en la popa, por lo que la capacidad total de combustible alcanzó los 150 litros. El espesor de las placas de blindaje principal se redujo a 8 mm. El nuevo modelo estaba equipado con una caja de cambios de cuatro velocidades con demultiplicador; suspensión dependiente compuesta por ballestas semielípticas transversales con barras de torsión en el eje delantero y ballestas semielípticas longitudinales con barras de torsión en el segundo y tercer eje; frenos mecánicos en las ruedas delanteras y frenos hidráulicos en las ruedas traseras. Las ruedas de repuesto estaban montadas a lo largo de los lados del casco y estaban equipadas con un cubo pivotante para permitir que el vehículo superara baches, desniveles y otros obstáculos para evitar daños en la parte inferior del bastidor. Para aumentar la movilidad todoterreno, los neumáticos del bogie trasero estaban equipados con orugas de tipo «overall».[6][2]

## Usuarios
- Unión Soviéticaː 215 BA-27 y BA-27M
- Alemania nazi: vehículos capturados que se utilizaron en unidades de seguridad y policía de la Wehrmacht
- RP de Mongolia: ocho unidades